# Гамильтон, Джон, 4-й лэрд из Кадзоу
Сэр Джон Гамильтон из Кадзоу (ок. 1370 — ок. 1402) — шотландский дворянин и солдат, 4-й лэрд из Кадзоу (ок. 1392 — ок. 1402).

## Биография
Старший сын сэра Дэвида Гамильтона из Кадзоу, 3-го лэрда из Кадзоу, и Джанет Кейт.
Около 1392 года Джон Гамильтон стал преемником своего отца, когда он упоминается в грамоте
Andrew Murray of Touchadam как Dominus из Кадзоу.
Он был в 1396 году заключен в тюрьму вместе со своими братьями Уильямом и Эндрю в Норвиче. Король Англии Ричард II 29 июня приказал властям этого города освободить его из плена. Похоже, его заключение было из-за нарушения перемирия между Англией и Шотландией. Джон Гамильтон, или его брат Джон Гамильтон из Бардоуи, или дядя Джон Гамильтон из Фингалтона, был освобожден из Тауэра в тот же день. В конце октября 1398 года Джон Гамильтон из Кадзоу и его дядя Гамильтон из Фингалтона были освобождены из английского плена. Гамильтоны были захвачены в плен английскими каперами в море.
Нет точной даты смерти Джона Гамильтона, хотя и не исключено, что он был одним из пленных во время поражения шотландцев от англичан в битве при Хомильдон-Хилле в 1402 году, где упоминается сэр Джон Гамильтон старший.

## Семья и дети
Джон Гамильтон был женат на Джанет Дуглас, дочери сэра Джеймса Дугласа из Далкита. У них были три сына:
- Джеймс Гамильтон из Кадзоу
- Дэвид Гамильтон из Далсерфа
- Уолтер Гамильтон из Раплоха